# 콜 오브 듀티: 승리로 가는 길
《콜 오브 듀티: 승리로 가는 길》(Call of Duty: Roads to Victory)는 플레이 스테이션 플랫폼으로 나온 콜 오브 듀티 시리즈이다.